# 萬鈞伯裘書院
萬鈞伯裘書院（英語：Man Kwan Pak Kau College），前稱「伯裘書院」，是位於香港新界元朗天水圍的一間男女子直資中學，佔地約7000平方米。學校於1954年創辦，初為一所私立英文學校，後逐步轉型為直資中文中學。其原址位於元朗屏山南北路20號。現時萬鈞伯裘書院與萬鈞匯知中學和賽馬會萬鈞毅智書院為聯繫學校，而萬鈞匯知中學的前身-伯裘女子中學（舊址為九龍美孚百老匯街23美孚新村），亦與該校屬於同一間辦學機構「萬鈞教育機構」。

## 學校行政

### 法團校董會[4]
- 校監：譚萬鈞 教授
- 辦學團體校董：譚萬鈞 教授、容麗珍 女士、林智中 教授（香港中文大學教育學院課程與教學學系客座教授）、蔡熾昌 先生（前香港考試及評核局秘書長）、文綺芬 教授（香港中文大學教育學院課程與教學學系客座副教授）、司徒日新 先生、黃建新 先生、田盈盈 女士（同系賽馬會萬鈞毅智書院校長）
- 獨立校董：李少鋒 先生、林嘉嘉 博士
- 當然校董：黃頴東 先生
- 教員校董：伍卓鍵 先生、呂詩恩 女士
- 家長校董：吳麗燕 女士
- 校友校董：謝仕泉 先生

### 歷任校監
- 鄧乾新 先生[5]
- 2011年以前：容麗珍 女士[6]（2024年逝世）
- 2011年至今：譚萬鈞 先生

### 歷任校長
- ？至1965年：盧家炳 先生
- 1965年至1969年：袁思嘉 女士[7][8]
- 1969年至2011年：譚萬鈞 先生[9]
- 2011年至今：黃頴東 先生[10]

### 歷任副校長
至2018年：江漢森 先生
- 郭鳳萍 女士
- 伍卓鍵 先生
- 張永泰 先生

## 學校歷史與發展

此校於1954年至2020年9月之前使用的舊校徽

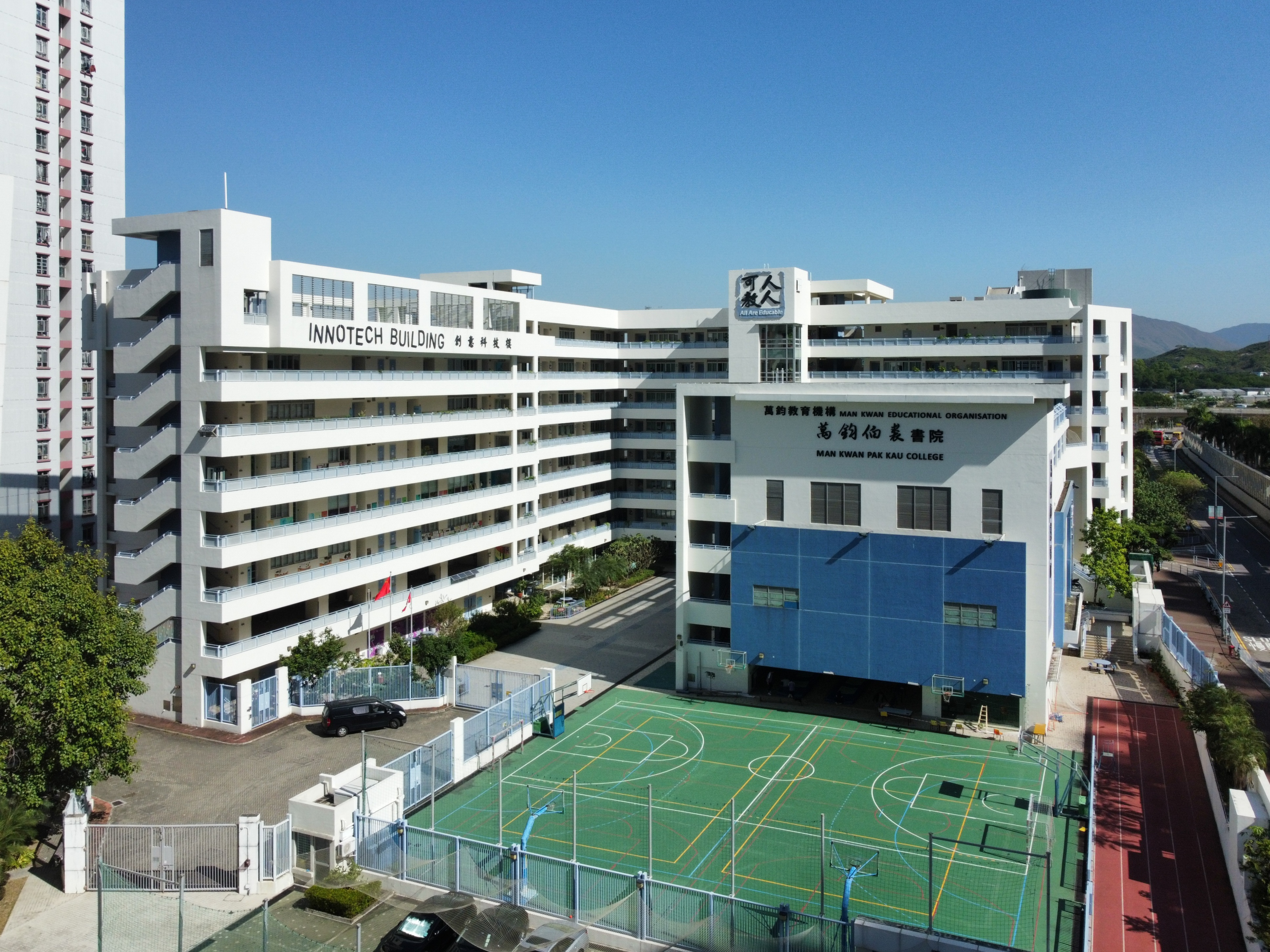
現存校舍外觀

新界首位太平紳士兼元朗錦田鄧氏望族成員鄧伯裘之子前新界鄉議局主席鄧乾新為紀念其父便以伯裘教育機構名義於1954年創辦伯裘英文書院，以英文授課。該校前校長譚萬鈞於1969年接手出任伯裘英文書院校長，其後於1973年正式接掌整間中學繼續營辦，直至2011年起擔任校監。於1970年代至2001年前，伯裘書院曾是港英政府的買位中學。由於學額不足，故此學校當時提供學位予政府進行分配。至2003年，伯裘書院與位於元朗洪水橋的柏雨中學（已結束營辦）合併成為一所直接資助中學。及後，伯裘於2006年投得原先預留予中華基督教會方潤華小學下午校的校舍，並將之加建，成為其新校舍。2007年2月26日，此校正式遷入新校舍上課，但加建新翼工程則要到2010年才完成。
而近年，該校積極發展電子化學與教，為本地積極推動嶄新教學模式之先導學校，於2015年獲政府資訊科技總監辦公室選為開辦資訊科技增潤班的全港8間中學之一。為配合電子學習的潮流趨勢，學校於2015年開設「創意夢工場」，藉以讓學生接觸不同層面的科技樂高（LEGO）機械人編寫程式、航空拍攝等。另外，該校與學校設立的長者學苑教導元朗區內長者編寫簡易的機械人程式，以將社區服務以及科技學習融合，並先後獲新加坡時任教育部長及福利部長訪校參觀。2017年，該校有關的發展計劃獲得成績：四名中三學生因開發名為「小心謹『腎』」的腎臟健康監察平台而贏得由政府資訊科技總監辦公室策劃的「2017香港資訊及通訊科技獎」「最佳學生發明獎」初中組銀獎。而於2018年，該校先後於香港青少年科技創新大賽獲得「優秀STEM學校」大獎，以及在全國青少年科技創新大賽獲得全國十佳科技教育創新學校，成為全港第五所獲評選為「全國十佳科技教育創新學校」。另外在2017-2019年，該校獲教育局選為「資訊科技教育卓越中心」，由兩位半職借調到教育局的老師為全港老師作資訊科技教育培訓。在2019年，該校獲得由香港賽馬會資助的「智為未來」計劃，並與香港中文大學及其他五所先導中學共同建構及推動初中人工智能課程。而另外該校亦獲得由香港賽馬會資助的CLAP TECH計劃，與香港浸會大學及其他四所先導中學共同建構及推動高中資訊科技生涯規劃課程。可見，該校在資訊科技及創新教育有突出的成就。
萬鈞伯裘書院設有中一至中六各級。全面轉為新高中學制前設有中五及預科課程。學校秉持著「人人可教，皆可成材」的辦學理念。由於過程受限於校舍環境，及為基層學生提供教育服務，收生質素受一定限制，而其學生的操行曾被本地報章報導。2003年11月，一名中五年級的學生因協助黑社會組織「新義安」於校內招攬三合會成員而被警方反黑組探員拘捕。另外，2009年6月，該校三名就讀中二級的男生在公園吸毒導致昏迷，事件發生後，時任校長譚萬鈞召開記者會承認校內學生有吸毒習慣。此外，同年同月，又有兩名中五年級的學生家長涉嫌利誘及強迫同學出售銀行戶口和提款卡以供其清洗黑錢。雖然過往學生的品行存在問題，但近年無論在收生質素，學生表現上已大大改善；伯裘書院於2015年曾推行「公開教室」計劃，讓校外人士在觀課後給予意見。該計劃的概念是原自日本教育家佐藤學提倡的「學習共同體」理論，即建議教師每年最少一日開放課堂讓外界觀課，課後接受意見與批評，老師教學質素亦日見成熟。
2014年，校監譚萬鈞（鈞暉綜合投資有限公司、富輝（集團）有限公司代表）捲入賣地官司案件；他被指與一名女中醫於2011年前簽約以5,250萬元出售元朗鄉村學校柏雨中學舊址時作失實陳述，沒有清楚說明該舊址存在綠化帶地段以及發展限制，最後，法庭判其清白，女中醫並要作出賠償，以了結此官司。

## 著名教師
- 梁家永：前香港電台節目主持及電台部中文台台長[29]（1975年至1978年，任教物理、化學及數學科）[30]

## 著名／傑出校友
元朗總校
- 朱文傑（Eden）︰香港節目主持及結他手、新城電台節目「恐怖熱線」環節恐怖熱線人嘉賓主持，「組BAND起義」及「圍你起義」主持
- 郁禮賢︰前香港男藝人、男子組合E-kids成員
- 吳浩康︰香港男歌手、樂隊Closer主音及結他手
- 林子善︰香港男演員
- 池浩蔚：前亞洲電視藝人、香港專業舞蹈教師、星光四班成員、前香港體育舞蹈代表隊隊員（曾參與2009年東亞運動會）[31]
- 劉駿軒（網名劉馬車）：香港網絡紅人（中途轉學）[32]
- 鄧川雲：元朗區議會增選委員、資深調解員（1973年中五）
- 羅凱鈴（Judas Law）：香港女歌手
- 蘇楚欣：香港女藝人，全民造星III50強
- 馮銳森：美聯集團創辦人兼前董事總經理[33][註 1]
- 利澤邦：2019年畢業

大埔分校
- 黃翊：香港男歌手（中一）
- 蓋鳴暉：香港粵劇演員